# 圣保罗广场 (法兰克福)

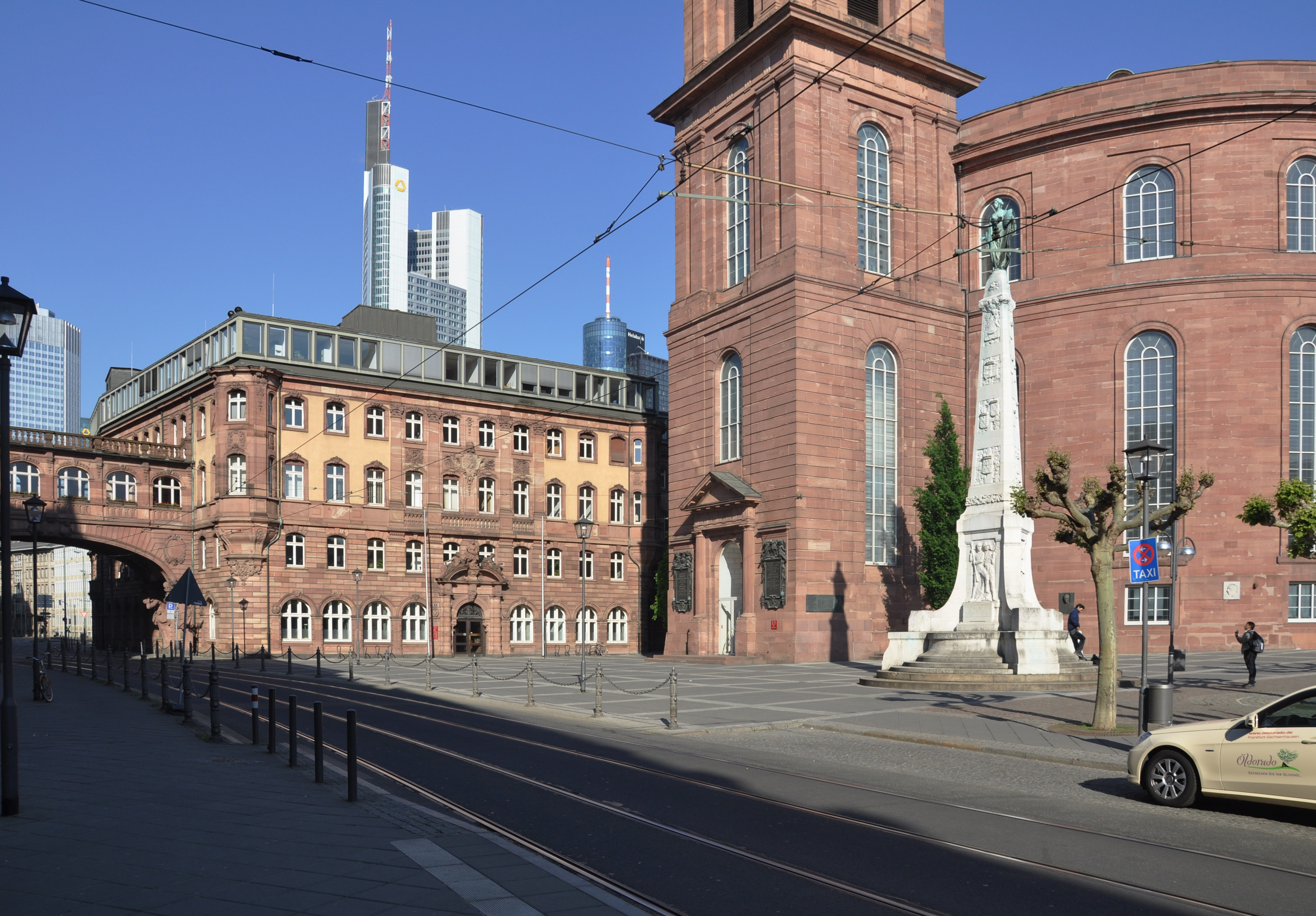

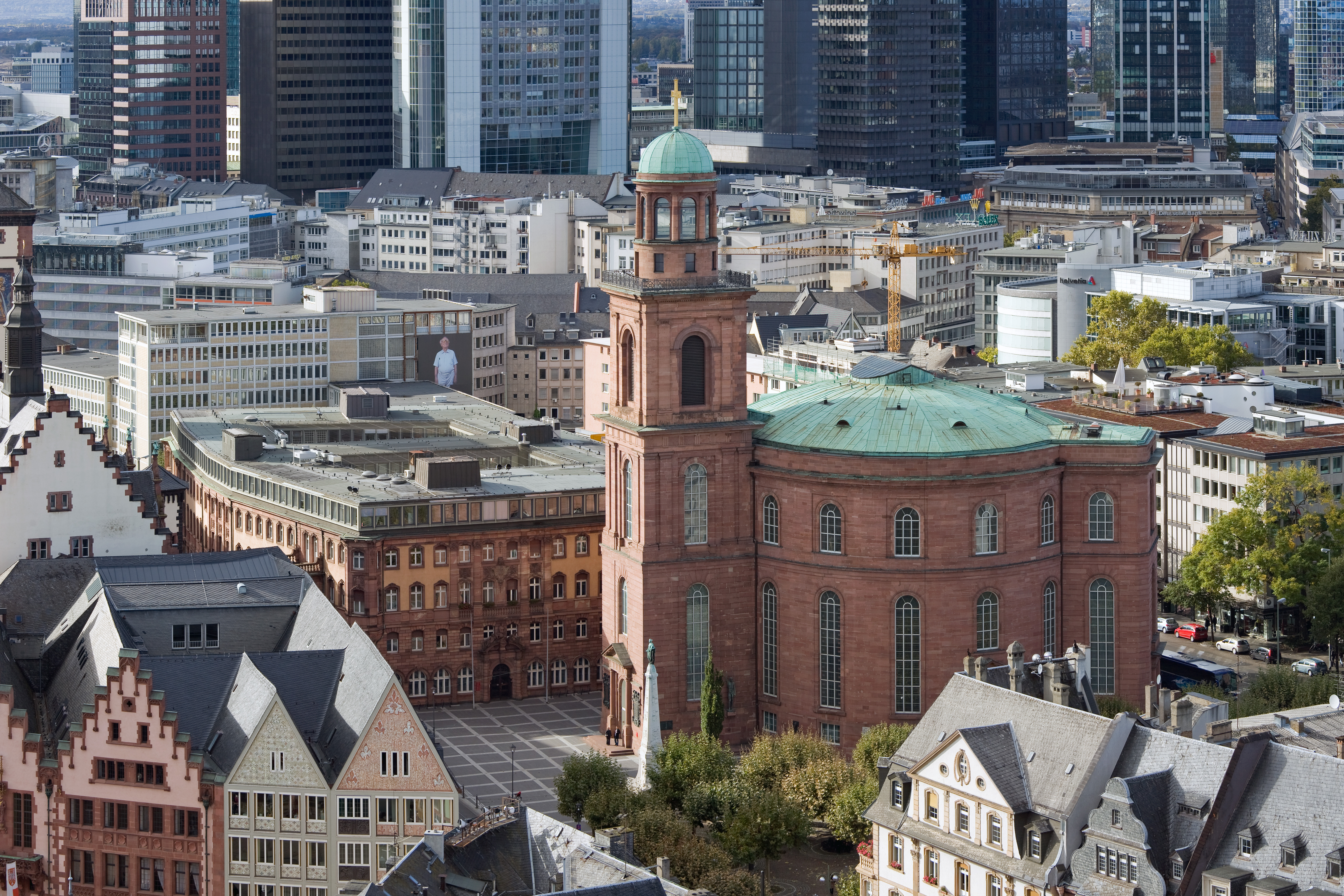

圣保罗广场（德語：Paulsplatz）是德国法兰克福老城最大的广场，辟为行人专用区。主宰广场的是古典主义风格的圣保罗教堂，1848年国民议会的举行地点。教堂的南侧是另一个广场罗马广场。圣保罗广场的北侧是柏林街，西北面是旧市政厅。 圣保罗广场是每年11-12月法兰克福圣诞集市的主要地点

## 历史
在中世纪，这里有一个方济各会修道院。1529年，最后8位修士离开修道院。修道院交给市议会。赤足教堂（Barfüßerkirche）成为法兰克福主要的新教教堂。神学家菲利普·雅各·施本爾和音乐家格奥尔格·菲利普·泰勒曼都在此参加礼拜。教堂北侧的修道院建筑则改为学校。

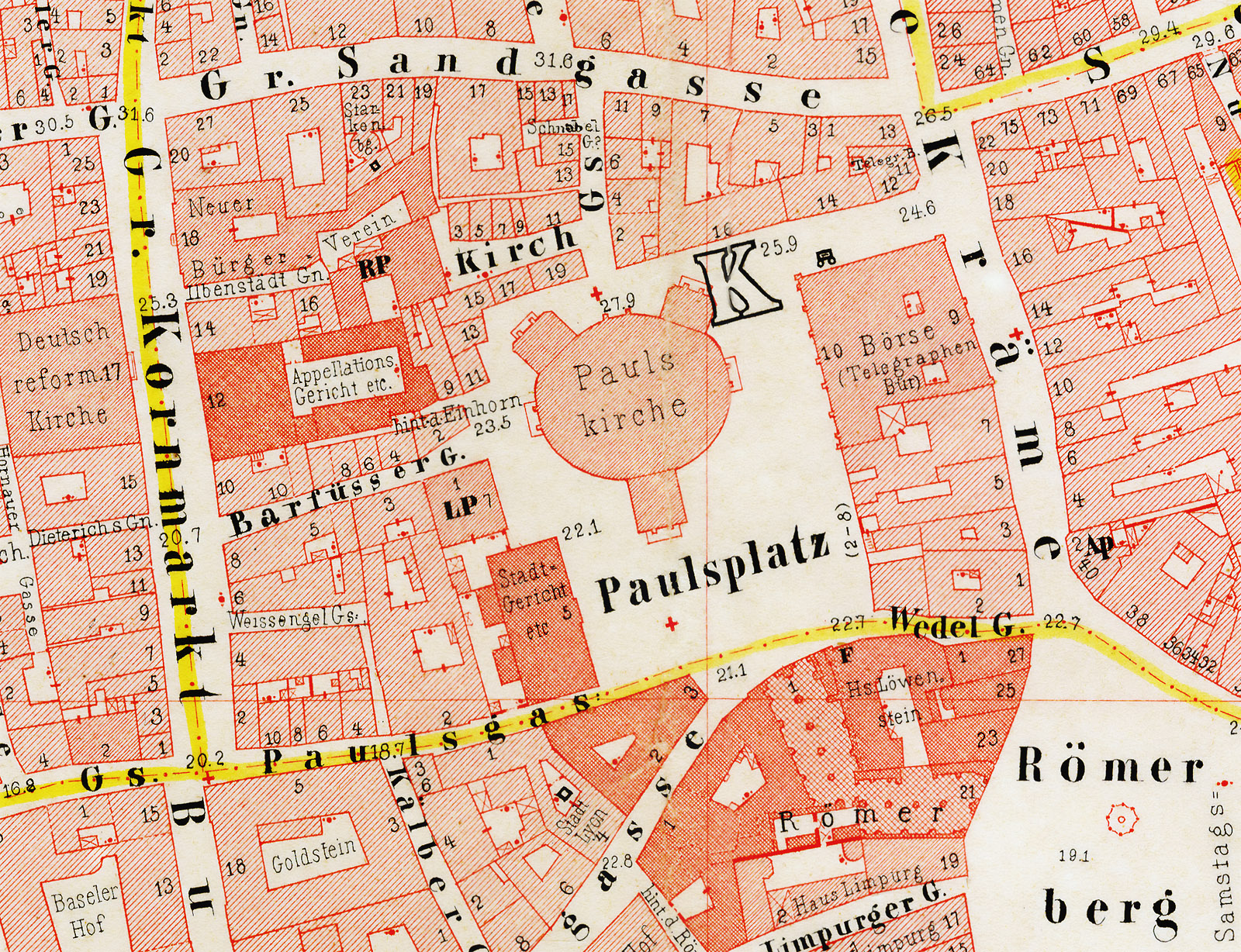

1786年，赤足教堂拆除重建。1789年，开始在原址建造新的圣保罗教堂。由于战争的延误，教堂直到1833年才完成。圣保罗教堂的入口设于南面。圣保罗教堂的东、西、北三面，均为密集的建筑。1838年，其北侧的中世纪修道院建筑被拆除，改建为旧证券交易所。

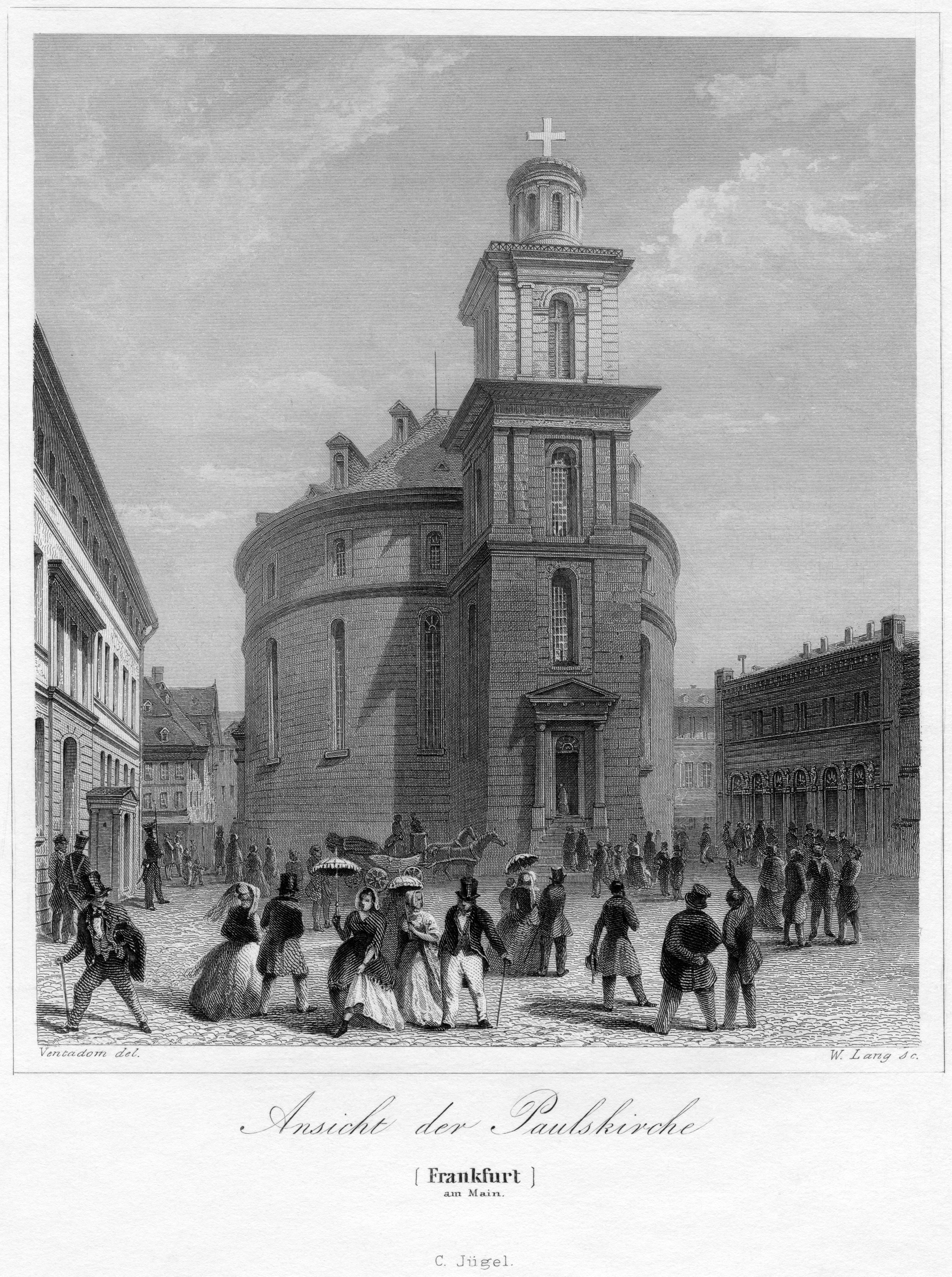
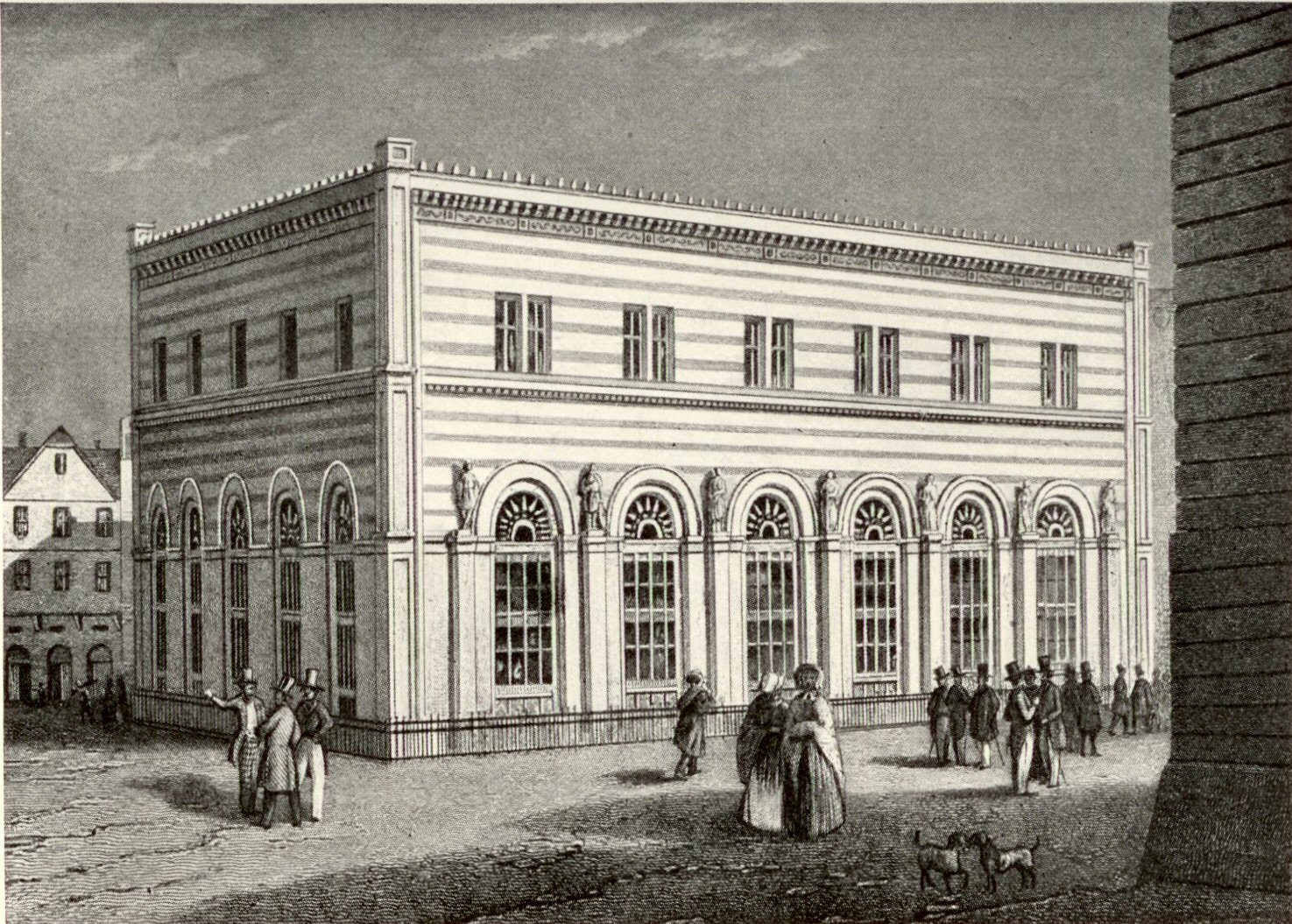
旧证券交易所
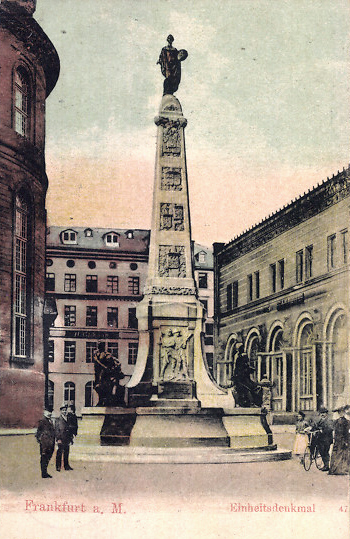